# Agriades luana
Agriades luana is een vlinder uit de familie van de Lycaenidae (kleine pages, vuurvlinders en blauwtjes), uit de onderfamilie van de Polyommatinae (blauwtjes). De wetenschappelijke naam van deze soort is voor het eerst gepubliceerd in 1915 door William Harry Evans.
Agriades luana komt voor in Tibet.